# 亭制
亭制是中国古代在基层普遍设置的官制，源于战国时期的秦国:94，汉朝沿用。秦汉时，亭的人员为县衙部吏，担当军事、司法治安、交通邮驿职能。亭的辖区称亭部，是别于乡的一类区划单位:179。至晋代，亭的军事职能消失:99，而邮驿职能保留:99。

## 历史沿革
战国时期，政府在邻接他国处设亭，置亭长，任防御之责。内地的亭同样与军事安全有关，并为往来的官吏、公职人员、平民百姓提供食宿:89。现代研究者指，亭制起源秦国。战国后期，基层农村、城市、战略要地已普遍设置:96。由于亭担当军事、司法、交通职能，亭拥有瞭望高楼、客舍、仓储等设施，甚至有关押犯人的牢房:179。
秦、汉时在乡村每十里设一亭。出土的《云梦秦简》有“市南街亭”等语。《续汉书·百官志四》刘昭注引蔡质《汉仪》，谓洛阳二十四街，每街一亭，十二城门，每门一亭。《汉书·百官公卿表·第七上》则谓“大率十里一亭，亭有長。十亭一鄉”。《汉书》中的“里”，一是距离上的里，二是鄉里制的里。中国学界以第二种理解为主。当代学者王毓铨在1950年代提出“汉代‘亭’与‘乡’‘里’不同性质不同行政系统说”。而随着简牍材料的考古发现，推动了学界对秦汉时期亭制的研究深化:178。近年来，学术界观点趋于第一种理解:94。
亭因所处地理位置有不同称谓。乡村之亭称“乡亭”、“下亭”、“野亭”等级。设于城内或城厢的称“都亭”，设于市场称“市亭”，设于城门称“门亭”，街道旁称“街亭”:90。均置亭长，其职掌与乡间亭长同。汉高祖刘邦曾在秦时担任泗水亭亭长。西汉汉平帝时，全国有亭29635所。东汉永兴元年（153年），全国有亭12442所:94。
东汉末期，亭长管理本地治安的职能退化，转化为民政和教化:94。当代研究者指出，亭长原属太尉——郡都尉——县尉的治安序列，而对三国至魏晋南北朝的的历史观察，“这条单列的治安序列已经被融合。亭的治安功能也逐渐与乡里的行政相重合，而被行政系统所融合”。东晋衣冠南渡后，亭制没有传至南方。北方也没有完全承袭，有北朝时期，宗主督护掌握人口和土地、乡里制被严重冲击的背景:102。

## 亭的吏员
秦国亭的主官为亭尉、校长。王先慎认为帛尉、百长与亭尉是同义词。里耶秦简的记载，亭校长发现匪情后，上报县廷负责治军、军事的守丞。守丞告知县尉、乡主，县尉具体负责行动:97。
秦汉时亭的主官称亭长，或称校长、亭啬夫:95，掌治安警卫，兼管停留旅客，治理民事。多以服兵役已满期之人充任。亭的属官有求盗（弩父、亭父、亭部）、害盗、亭丞、亭候、亭椽等不同设置。研究者或称“一个亭的公职人员配备在五六人左右”:95、96，为县衙部吏，接受上级郡县的差派公干。人员在本县编户范围内选拔任用:179。

## 其它
唐代为流外官。在中书省、门下省、尚书省之都事、主事（从九品）下设亭长，掌门户启闭之禁令诸事。负责中央官署“通传禁约”:102。

### 書籍
- 《汉书》
- 黎明钊：〈汉代亭长与盗贼 （页面存档备份，存于）〉。